# Fragment (skrift)
Ett fragment är en rest av en bok eller en annan skrift. En resterande del av en bok beskrivs ofta som ett bokfragment.